# Creontiade
Nella mitologia greca,  Creontiade  (in greco antico: Κρεοντιάδης) era il nome di uno dei figli di Eracle e di Megara, figlia di Creonte, il re di Tebe.

## Il mito
Eracle durante la sua pazzia uccise Creontiade, i suoi fratelli e alcuni dei suoi cugini.

### Pareri secondari
Solo alcuni autori parlano dei suoi fratelli indicando anche i loro nomi: Terimaco e Deicoonte, ma altri invece affermano che da Megara Eracle ebbe sette figli e nessuno con il nome di Creontiade.  Pausania nei suoi libri parla della tomba dei figli di Megara, visibile a Tebe.

### Culto
In onore dei figli morti di Megara vi furono delle feste celebrate ogni anno, dove si effettuavano sacrifici.

### Fonti
- Pausania libro I, 41,I
- Pseudo-Apollodoro, Libro II - 4, 11,7-8

### Moderna
- Luisa Biondetti, Dizionario di mitologia classica, Milano, Baldini&Castoldi, 1997, ISBN 978-88-8089-300-4.
- Pierre Grimal, Enciclopedia della mitologia 2ª edizione, Brescia, Garzanti, 2005, ISBN 88-11-50482-1. Traduzione di Pier Antonio Borgheggiani